# Bodören
Bodören is een Zweeds eiland behorend tot de Lule-archipel. Het eiland is een van de meest noordelijk gelegen eilanden van de archipel. Het heeft geen vaste oeververbinding. Er is enige bebouwing aanwezig, waarschijnlijk schuilcabines of zomerwoningen. Hoogwater in de Botnische Golf zorgt er soms voor dat het eiland in twee delen wordt gesplitst, een middendeel komt dan onder water te staan.